# 叠氮化碘
叠氮化碘是一种无机化合物，化学式为IN3。

## 制备
在0℃叠氮化银的二氯甲烷溶液中，边搅拌边滴加碘的二氯甲烷浓溶液，溶剂蒸发后，析出叠氮化碘结晶：
AgN3 + I2 → IN3 + AgI